# Agassiz Almeida
Agassiz Almeida (Campina Grande, 25 de setembro de 1935 — João Pessoa, 21 de abril de 2024) foi um escritor, professor universitário, promotor de justiça e ativista dos direitos humanos brasileiro.
Foi deputado federal pela Paraíba de 1980 a 1981, pelo PP e deputado federal na Constituinte, de 1987 a 1991, pelo PMDB.

## Biografia
Agassiz nasceu na cidade de Campina Grande, na Paraíba, em 1935. É filho de Antônio Pereira de Almeida, ex-prefeito de Campina Grande e ex-deputado estadual.
Formou-se em Ciências Jurídicas pela Faculdade de Direito da Paraíba, em 1958. Em 1954, foi eleito vereador de Campina Grande pelo Partido Socialista Brasileiro, e, por esse mesmo partido, em 1962, foi eleito deputado estadual.

#### Golpe militar de 1964 e prisão

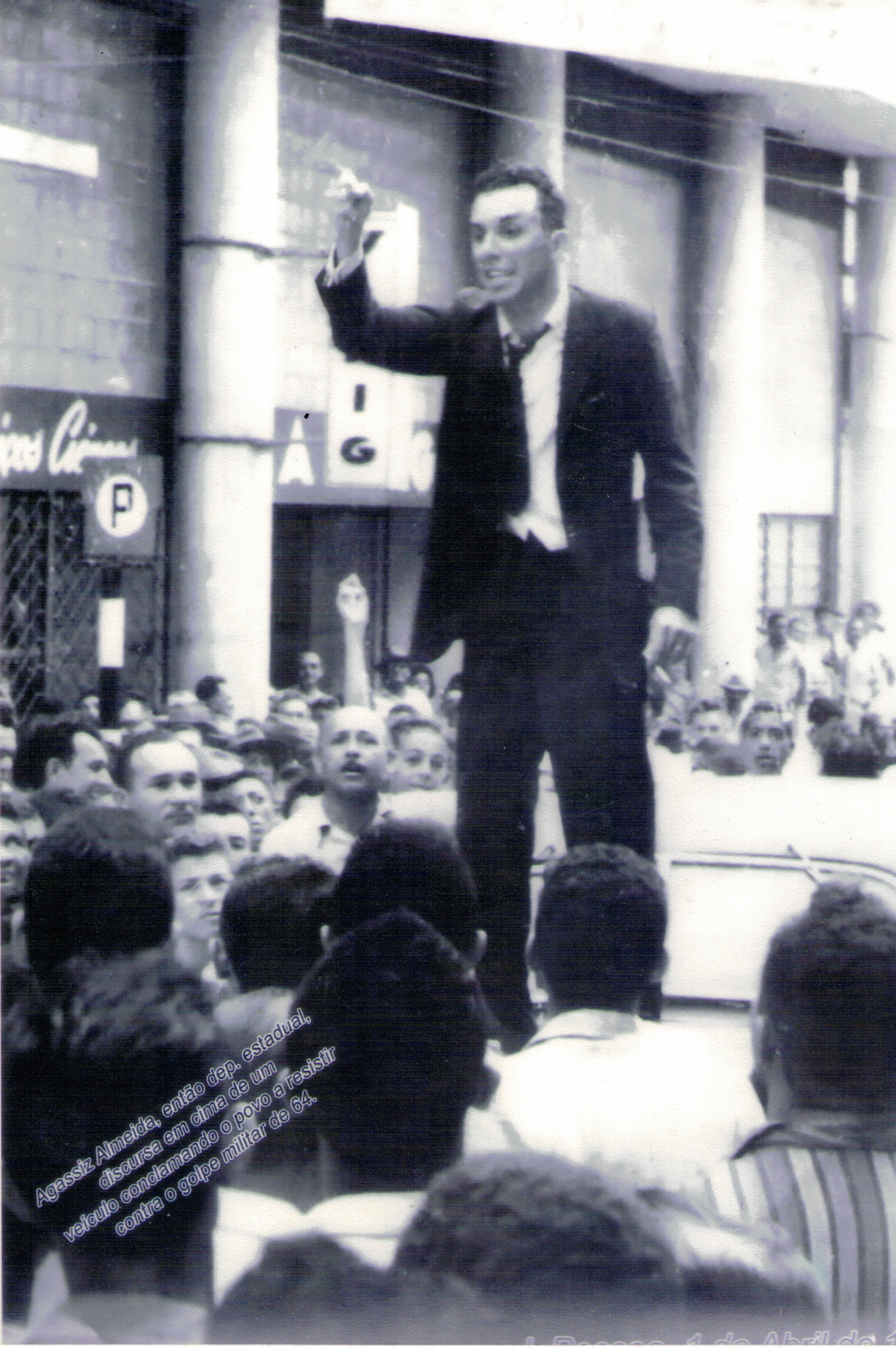
João Pessoa, Paraíba, abril de 1964.

No ano de 1964 foi cassado pelo Regime Militar (1964–1985) do mandato de deputado e demitido dos cargos de Promotor de Justiça e de professor universitário da UFPB (Universidade Federal da Paraíba), tendo sido desterrado aos cárceres da Ilha de Fernando de Noronha.

#### Denúncia pela ditadura militar

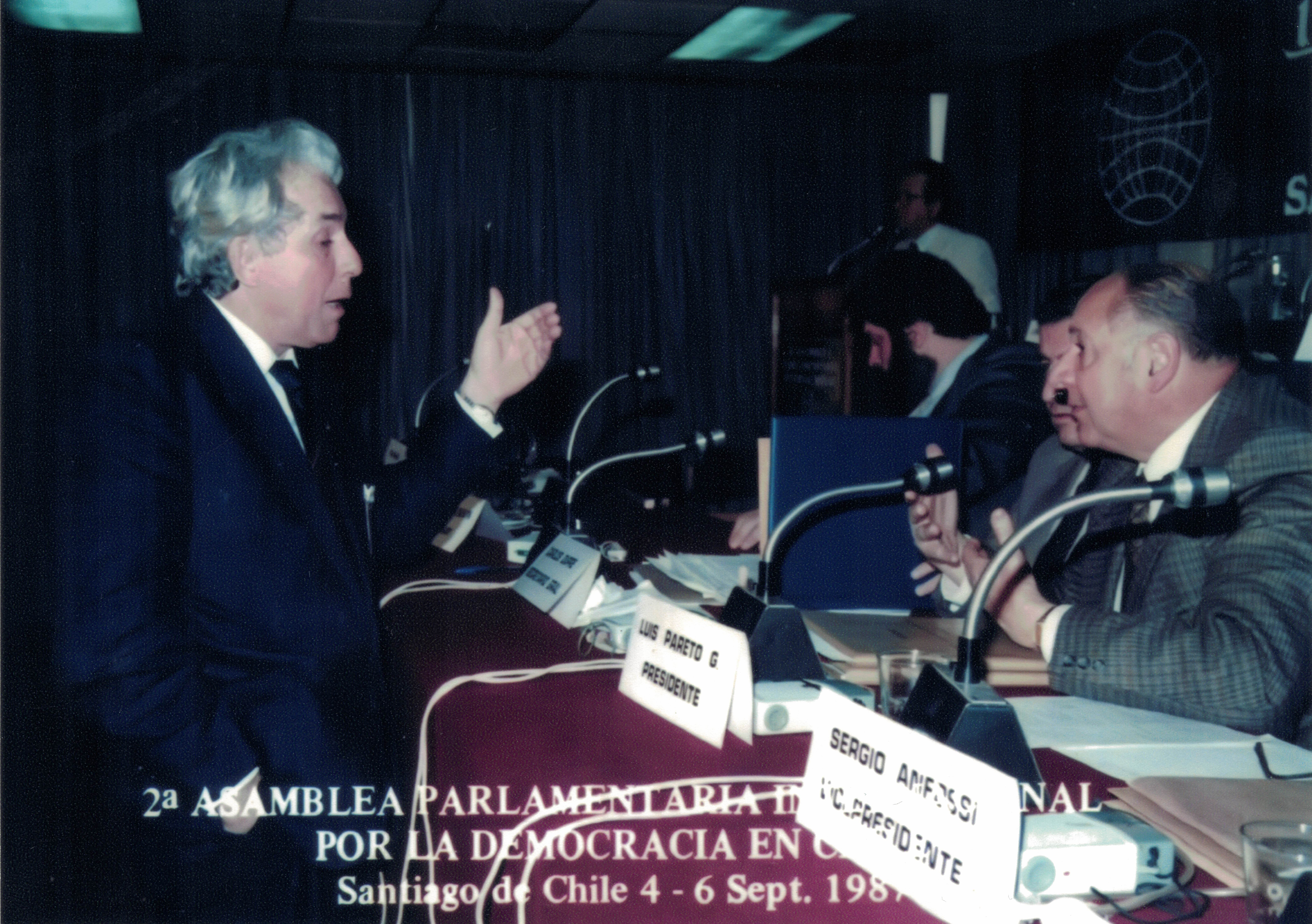
Santiago, Chile, 1987.

No final da década de 1960 participou da fundação do MDB, juntamente com Ulisses Guimarães, Mário Covas e Humberto Lucena.
No ano de 1980, ao pleitear o mandado de deputado federal pelo PMDB, ficou com a primeira suplência.
Em 1986 foi eleito deputado federal constituinte.

#### Fim da vida pública e morte
Após 1990, deixou a vida pública e escrevendo livros como: ''Em Brasília, lutei''; ''A luta na constituinte''; ''500 anos do povo brasileiro''; ''A República das Elites'' e ''A Ditadura dos Generais''.
Em setembro de 2010, Agassiz Almeida recebeu homenagem no IV Seminário Latino-Americano de Anistia e Direitos Humanos realizado em Brasília, nos dias 16 a 19. Nesse mesmo ano a Agência Nacional do Cinema (Ancine) aprovou o filme "Cães e Homens", baseado no seu livro "A ditadura dos generais".
Em 2011, Agassiz Almeida foi homenageado, em Recife, pelo Ministério Público de Pernambuco por sua história de resistência à Ditadura Militar de 64. Em novembro de 2011, a Assembleia Legislativa da Paraíba homenageou Agassiz Almeida como um opositor da Ditadura Militar e defensor dos direitos humanos.
Em janeiro de 2013, Agassiz Almeida, lançou o livro O Fenômeno Humano. Reais objetivos da viagem de Charles Darwin no navio HMS Beagle. 
Morreu em 21 de abril de 2024, aos 88 anos.

#### Memorial Agassiz Almeida

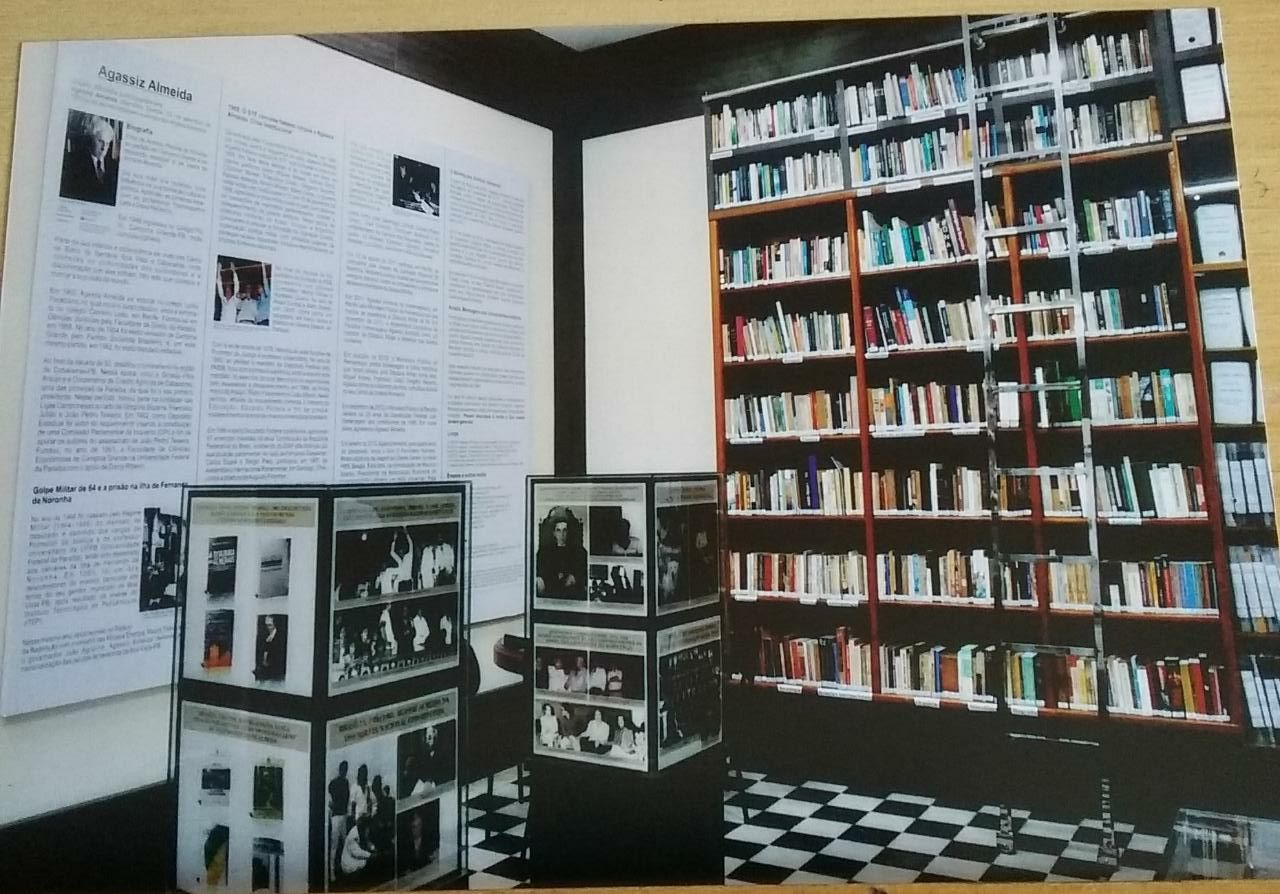
Memorial Agassiz Almeida

A Universidade Federal da Paraíba (UFPB) inaugurou no dia 29 de novembro de 2016 o "Memorial Agassiz Almeida", instalado no antigo prédio da Faculdade de Direito da Paraíba, Praça dos Três Poderes, João Pessoa, PB.